# Douglas Coutinho
Douglas Coutinho Gomes de Souza, genannt Douglas Coutinho, (* 8. Februar 1994 in Volta Redonda) ist ein brasilianischer Fußballspieler.

## Karriere
Douglas Coutinho startete seine fußballerische Ausbildung beim Cruzeiro EC. Noch in dieser Zeit ging er mit sechzehn Jahren zum Athletico Paranaense nach Curitiba. Hier schaffte er auch den Sprung in den Profikader und bestritt in der Série A 2013 sein erstes Spiel in der Série A. Am zweiten Spieltag der Saison ging es gegen den Cruzeiro EC. Coutinho kam in der 52. Minute für Éverton auf den Platz. Am 30. Januar 2014 gab Coutinho sein Debüt auf internationaler Klubebene. In der Copa Libertadores 2014 traf man in der Qualifikationsrunde auf Sporting Cristal aus Peru. In dem Spiel wurde er in der 63. Minute für Sueliton Pereira eingewechselt. Im selben Jahr gelang Coutinho sein erstes Tor in der obersten Spielklasse Brasiliens. Am 6. Spieltag der Série A 2013 am 22. Mai 2014 gelang ihm im Auswärtsspiel gegen Corinthians São Paulo, nachdem er in der 64. Minute auf den Platz kam, in der 85. Minute das Tor zum 1:1-Entstand.
Ende 2014 wurde das Interesse des Trainers von Manchester United Louis van Gaal an dem Spieler bestätigt. Ein Angebot wurde aber nicht abgegeben.
Nach drei Jahren ging er Ende 2015, auf Leihbasis, wieder zu seinem ersten Jugendverein dem Cruzeiro EC zurück. Am 1. September 2016 wurde ein weiteres Leihgeschäft bekannt. Douglas Coutinho ging nach Portugal zu Sporting Braga. Am 19. September 2016 kam er für den Klub das erste Mal zu einem Einsatz. Im Primeira Liga Spiel gegen Benfica Lissabon wurde er in der 67. Minute für Ricardo Horta eingewechselt. Mit nur einem weiteren Spiel im Taça de Portugal im Gepäck, kehrte Coutinho bereits im Januar 2017 zu seinem Heimatklub zurück. Die Saison 2017 lief Coutinho wieder für Athletico Paranaense. Nach Abschluss der Saison wurde am 24. Dezember 2017 bekannt, dass er zum Start des Spielbetriebes 2018 an den Ceará SC ausgeliehen wird. Nachdem seine Leihe im Juli geendet hatte, schloss sich sofort an eine weitere an. Coutinho kam zum Fortaleza EC. Die Leihe wurde befristet bis zum Ende der Saison der Série B 2018 befristet.
Im März 2019 ging Coutinho nach Südkorea, wo er beim Seoul E-Land FC als Leihe einen Kontrakt bis Jahresende unterzeichnete. Mit Ablauf der Leihe endete auch der Kontrakt mit Athletico. Im Januar 2020 unterzeichnete er einen neuen Vertrag bei Operário Ferroviário EC. In der Saison 2020 bestritt Coutinho für Ferroviário wettbewerbsübergreifend 40 Spiele, in denen er neun Tore erzielte. Nach Abschluss der Série B 2020 im Januar 2021 wurde Coutinho an den al-Fujairah SC in die VAE ausgeliehen. Sein erstes Spiel für al-Fujairah bestritt er am 30. Januar 2021 dem 14. Spieltag der UAE Arabian Gulf League Saison 2020/21. In dem Spiel stand Coutinho in der Startelf. Bereits einen Spieltag später am 4. Februar 2021 erzielte er sein erstes Tor für den Klub. Im Auswärtsspiel bei Baniyas SC erzielte er in der 13. Minute den Treffer zur 1:0-Führung (Endstand-2:1 für Baniyas).
Mitte August 2021 wechselte Coutinho zum Vila Nova FC. Der Vertrag erhielt eine Laufzeit bis August 2022. Am 23. September wurde bekannt, dass der Klub den Vertrag wieder aufgelöst hat. Im Dezember des Jahres erhielt der Spieler einen Kontrakt beim Londrina EC.
Für die Saison 2023 unterzeichnete der Spieler einen Kontakt beim Tapajós FC. Für Austragungen der Spiele um die Staatsmeisterschaften wurde er direkt zu Jahresanfang an die Associação Ferroviária de Esportes ausgeliehen. Im März gab dann Londrina bekannt, Coutinho erneut auf Leihbasis verpflichtet zu haben und mit diesem für die Série B 2023 zu planen. Mitte April wurde bekannt, dass Coutinho nicht für den Klub antreten will. Es sei zwar ein Kontrakt durch Geschäftsmann Genivaldo Santos unterschrieben worden. Dieser soll im Besitz eine Vollmacht von Coutinho gewesen sein. Coutinho habe aber keine Zustimmung zur Vertragsunterzeichnung gegeben. Sein Anwalt Rodrigo Falcão forderte den Klub auf, den Vertrag zu kündigen. Er führte aus, dass der Spieler den Vertrag nicht unterschrieben habe und dass er die Unterzeichnung durch den Agenten nicht autorisiert habe. Der Anwalt sagte auch, dass die Vollmacht, die Genivaldo Santos von dem Spieler hatte, am 31. März, einen Tag nach der Vertragsunterzeichnung mit Londrina, widerrufen wurde.
Im Juni 2023 wechselte Coutinho nach Vietnam, wo er beim Nam Dinh FC unterzeichnete. Seine Ablösesumme betrug ca. 450.000 Euro. Sein erstes Spiel für den Klub bestritt er am 12. Spieltag der V.League 1 2023. Im Heimspiel gegen den FC Thanh Hóa am 24. Juni stand er in der Startelf. Noch im Zuge der Austragung der V.League 1 2023/24 wechselte der Spieler zum Ligakonkurrenten Khánh Hòa FC. Nach deren Beendigung kehrte er in seine Heimat zurück, wo er beim Tombense FC unterzeichnete. Mit diesem trat er in der Série C an.

## Erfolge
Ceará
- Staatsmeisterschaft von Ceará: 2018

Fortaleza
- Série B: 2018